# A Case of Need
A Case of Need (Een geval van nood) is een mysterieroman geschreven door Michael Crichton onder het pseudoniem Jeffery Hudson. Het werd voor het eerst gepubliceerd in 1968 door The World Publishing Company (New York) en won een Edgar Award in 1969. De roman werd opnieuw uitgebracht in 1993 onder Crichtons eigen naam.
De roman is een medische thriller waarin een patholoog uit Boston, dr. John Berry, onderzoek doet naar de dood van een jonge vrouw, Karen Randall. Hij onderzoekt deze zaak omdat zijn vriend dr. Arthur Lee betrokken is bij Karens dood: Lee wordt beschuldigd van het uitvoeren van de abortus op Karen Randall die zou hebben geleid tot haar dood. Crichtons latere romans zijn meer bezig met technologie: zijn romans kunnen worden beschouwd als een onderzoek naar de moraal en de implicaties van een nieuwe innovatie gedrapeerd over de structuur van een thrillerroman. In geval van A Case of Need staat de medische praktijk centraal en niet technische innovatie.

## Inhoud
De hoofdpersoon, dr. John Berry, verneemt dat zijn vriend, een verloskundige genaamd Arthur Lee, is beschuldigd van het uitvoeren van een illegale abortus die zou hebben geleid tot de dood van Karen Randall. Berry gaat hierna op onderzoek uit. Helaas voor Lee en Berry staat Lee in de medische gemeenschap bekend als een aborteur. In de loop van zijn onderzoek loopt Berry aan tegen de machtige familie Randall, een gevestigde Bostonse medische dynastie. Hij creëert beetje bij beetje een portret van Karens verleden, psychologie en karakter.